# Maxilópodes
Os maxilópodes (Maxillopoda) são um grupo não monofilético, já que as classes nele incluídas não possuem a mesma origem evolutiva ou um mesmo ancestral comum. Esse grupo está incluído no filo Arthropoda e no subfilo Crustacea, e reúne duas classes atualmente: Thecostraca e Copepoda. Os maxillopodes são pequenos crustáceos (geralmente microcrustáceos) que apresentam tronco curto, composto por dez ou menos segmentos, abdômen reduzido e sem apêndices, tórax com apêndices birremes, olho naupliar com apenas três ocelos e especialização mínima dos apêndices existentes. Apesar de compartilharem essas características, os Maxillopoda apresentam uma grande diversidade morfológica e de hábito de vida.
Esses organismos habitam ambientes aquáticos, tanto de água salgada como água doce. Podem ser encontrados aderidos ao substrato consolidado em costões rochosos, enterrados no solo, parasitando e ocupando o corpo de alguns crustáceos, e também compondo uma parte importante do zooplâncton.
Possuem distribuição geográfica cosmopolita, sendo encontrados em diversos corpos de água por quase todo o planeta.

## Taxonomia e filogenia
Grupo caracterizado por possuir apêndices torácicos birremes, estenopódios, sem epipoditos, com abdômen reduzido e sem apêndices. Pode ser considerado grupo irmão de Malacostraca, compartilhando características como tórax com menos de 11 segmentos e abdômen com menos de 8 segmentos.
Foram descritas aproximadamente 14.000 espécies de Maxillopoda. A classe que apresenta a maior diversidade é Copepoda, com cerca de 12.000 espécies.
A partir de análises da morfologia dos organismos, o grupo Maxillopoda era dividido antigamente em 7 classes:
Classe Copepoda (Milne-Edwards, 1840)
Classe Thecostraca (Gruvel, 1905)
- Subclasse Ascothoracida (Lacaze-Duthiers, 1880)
- Subclasse Cirripedia (Burmeister, 1834)
- Subclasse Facetotecta (Grygier, 1985)

Classe Tantulocarida (Boxshall & Lincoln, 1983)
Classe Banchiura (Thorell, 1864 (*))
Classe Pentastomida (Diesing, 1836 (*))
Classe Mystacocarida (Pennak & Zinn, 1943)
Classe Ostracoda (Latreille, 1802 (*))

Com o avanço de técnicas moleculares e a análise de sequências de proteínas codificantes nucleares, o grupo passou a ser dividido em apenas duas classes. Os outros grupos que antes compunham os Maxillopoda foram incluídos em outras classes.
Classe Copepoda (Milne-Edwards, 1840)
Classe Thecostraca (Gruvel, 1905)
- Subclasse Ascothoracida (Lacaze-Duthiers, 1880)
- Subclasse Cirripedia (Burmeister, 1834)
  - infraclasse Lepadomorpha
  - infraclasse Balanomorpha
  - infraclasse Rhizocephala

- Subclasse Facetotecta (Grygier, 1985)

A hipótese mais recente para a filogenia dos "Maxillopoda" está baseada na Teoria Pancrustacea, que defende que os crustáceos formam um grupo parafilético, com um ancestral único, mas não exclusivo. Esta hipótese é sustentada principalmente por dados moleculares.

## Caracterização e diversidade

### Copepoda
Dentre os crustáceos, a classe dos copépodes representa um dos maiores táxons superiores, apresentando cerca de 12.000 espécies atuais descritas. A maioria das espécies é marinha, mas o grupo também apresenta representantes de água doce e de ambientes terrestres associados a musgos, serapilheiras e películas de água no solo. Os copépodes apresentam uma grande importância ecológica, visto que existem espécies parasitas, que atacam principalmente peixes, e que quase sempre são o componente mais comum entre uma amostra de plâncton tanto marinho, quanto de água doce.
Os copépodes apresentam 10 ordens: 5 de vida livre-natante (Cyclopoida, Calanoida, Harpacticoida, Gelyelloida e Platycopioida) e 5 de formas comensais ou parasitas (Monstrilloida, Mormonilloida, Misophrioida, Siphonostomatoida e Poecilostomatoida). Dentre os indivíduos de vida livre, os calanóides são planctônicos em sua maioria; os harpacticóides, que totalizam 50% das espécies de copépodes, são bentônicos; e os ciclopóides incluem espécies epibentônicas e planctônicas.  O número de ordens presente no grupo pode variar de acordo com o autor e seus critérios de classificação, sendo que alguns consideram a existência das 10 ordens, como por exemplo o Khodami et al, enquanto que alguns consideram apenas 8, como Razouls C. et. al.

#### Morfologia
O tamanho do corpo dos copépodes é diminuto, variando entre menos de 1 a 5 mm, embora existam espécies que possuem vida livre-natante que podem medir 17mm e espécies parasitas que atingem 32cm, considerando os sacos ovígeros. A maioria possui o corpo transparente, mas podem existir espécies com cores vivas e até bioluminescentes. O corpo é composto por um tórax e um abdômen, apresentam olho naupliar mediano e antênulas unirremes.

##### Estrutura e corpo
Copépodes possuem diferentes formas: alongadas, fusiformes ou cilíndricas.
O corpo típico de um copépode é constituído por uma cabeça, um tronco contendo 10 segmentos, seguido de um télson. A cabeça apresenta cinco pares de apêndices. As antênulas são unirremes e podem ser longas. Nos machos, as antênulas são geniculadas (com dobra aguda) e utilizadas para segurar a fêmea no momento da cópula. As antenas são pequenas e birremes. As mandíbulas são birremes, sendo que a coxa de cada mandibula possui uma gnatobase grande munida de dentes e de um palpo birreme. O primeiro par de maxila é birreme, podendo ser reduzido ou ausente, como é o caso de espécies parasitas. O segundo par de maxila é unirreme. O olho do adulto é naupliar, composto por três ocelos formado por taças pigmentadas invertidas. Não apresentam olhos compostos.
O tronco é composto por um tórax com sete segmentos e um abdômen com três segmentos. O primeiro segmento do tronco é fundido à cabeça, formando um cefalotórax, mas pode haver representante que possuem os dois primeiros segmentos torácicos incorporados ao cefalotórax. Todos os segmentos torácicos apresentam pares de toracópodes birremes e os segmentos abdominais não apresentam apêndices. Os primeiros apêndices torácicos são os maxilípedes do cefalotórax, que são unirremes e podem ser reduzidos ou ausentes. Os segmentos de 2 a 7 do tórax são independentes do cefalotórax e formam o péreon. Os segmentos de 2 a 6 possuem pereópodes birremes semelhantes, compostos por coxa, base, endopodito e exopodito. A placa intercoxal une rigidamente as coxas direita e esquerda de cada par na linha mediano-ventral. O gonóporo está localizado no sétimo segmento torácico (segmento genital), que apresenta um par de apêndices que formam um opérculo sobre os gonóporos.
Os segmentos abdominais são seguidos do télson (segmento anal). O ânus abre-se dorsalmente no entre as bases dos ramos da furca caudal, que se estende posteriormente a partir do télson.
As três principais ordens de copépodes de vida livre possuem uma articulação que permite a flexão do corpo em direção ventral. A posição dessa articulação em relação aos segmentos do tronco pode variar.

##### Estrutura interna
A troca gasosa dos copépodes é realizada através da superfície do corpo e no trato digestivo posterior. Algumas espécies parasitas possuem brânquias. O coração, quando presente, está localizado em um longo seio pericárdico que se encontra separado do seio perivisceral por um diafragma horizontal. Quando não há coração, o sangue é movido por movimentos pulsáteis do trato digestivo. Nas larvas, os órgãos excretores são glândulas antenais, e nos adultos, glândulas maxilares, além de haver nefrócitos no cefalotórax. Uma parte dos copépodes apresenta sistema nervoso sem cefalização e constituído por um cordão nervoso ventral com uma cadeia de gânglios segmentares distintos e sem um gânglio subesofágico. Por outro lado, os copépodes mais derivados apresentam sistema nervoso altamente centralizado, com gânglios subesofágico intimamente ligado ao cérebro tripartido por conectivos espessos.

#### Locomoção
Os apêndices torácicos e o segundo par de antenas são usados na natação rápida. Essas antenas birremes realizam movimentos rotatórios. Formas planctônicas podem apresentar antênulas longas e cerdosas que funcionam como paraquedas, reduzindo a velocidade de descida. Espécies carnívoras nadam constantemente em busca de comida e espécies herbívoras passam um período descansando e outro se alimentando, momento em que as antênulas também podem desempenhar função sensorial. A posição de natação pode variar muito entre as espécies (com o dorso para baixo, em posição vertical, etc.). Os ramos caudais atuam como um leme.

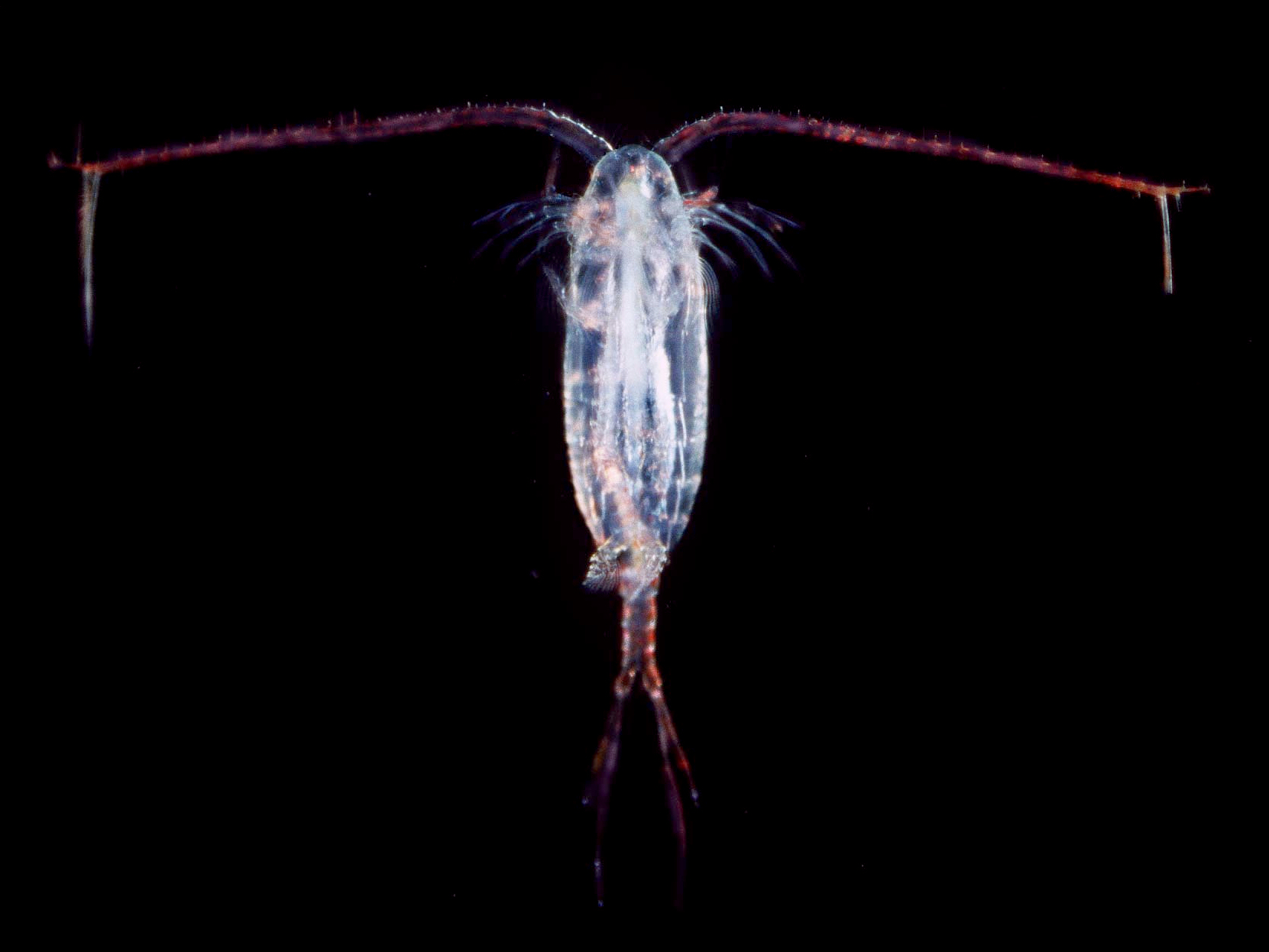
Copépode adulto

Muitos copépodes planctônicos realizam migração vertical diariamente na coluna d’água, subindo em direção à superfície durante a noite para se alimentar de fitoplâncton e descendo em direção às profundezas para fugir de possíveis predadores que se orientam visualmente. Essa migração é muito importante, pois movimenta mais biomassa por maiores distâncias do que qualquer outra migração.

#### Alimentação
Os copépodes apresentam uma grande variedade de ambientes onde habitam, e por conta disso, esse grupo apresenta grande variedade de modos de alimentação. As espécies planctônicas são suspensívoras em geral, apresentando uma especialização para captura de alimento na segunda maxila. Podem existir ainda, espécies planctônicas de copépodes que são onívoras ou predadoras, podendo haver representantes capazes de capturar formas jovens de peixes. Além disso, existem espécies herbívoras que se alimentam de fitoplâncton, algas, espécies zooplanctívoras e detritívoras.
Alguns representantes do grupo, como calanóides e harpacticóides, armazenam lipídios em uma estrutura saculiforme, que serve de reserva energética para períodos como o inverno, quando a disponibilidade de alimento é reduzida. Além disso, os lipídios auxiliam na flutuabilidade de espécies planctônicas e podem ter contribuído para a formação dos depósitos de petróleo.
Acredita-se que os copépodes, particularmente os calanoides, alimentam-se sem seleção, filtrando e ingerindo partículas. Estudos recentes mostraram que os copépodes podem detectar (por quimio e mecanorreceptores), manipular, selecionar e ingerir partículas. Eles também são na maioria das vezes oportunistas, comendo alimentos disponíveis quando seus alimentos preferidos estão ausentes. A comida é selecionada por tamanho, mas também por sabor.
A estrutura dos apêndices orais reflete o tipo de alimento. Os mecanismos de seleção são baseados em tamanho de filtro, qualidade de alimento e gosto, e operam por respostas fisiológicas.

#### Reprodução
Copépodes normalmente têm reprodução sexuada e os sexos são separados. Em ambos os sexos, o sistema genital ocupa a parte dorso-mediana do prossoma e sua estrutura básica consiste de glândulas pareadas, ductos e aberturas genitais que se abrem ventralmente no duplo somito genital. Esse sistema básico é frequentemente modificado, no entanto. Alguns casos de partenogênese foram relatados e verificados experimentalmente.
Em geral, os copépodes são dióicos, a fertilização é interna e a transferência de espermatozoides é indireta com produção de espermatóforo. Os representantes atuais apresentam todo ou parte do sistema reprodutor simples, ou seja, não pareado. O sexto par de apêndices torácicos dos machos pode estar modificado em gonópodes para realizar a transferência de espermatóforo para a fêmea.

Os copépodes são dimórficos sexualmente, principalmente as espécies parasitas, sendo que geralmente os machos são menores do que as fêmeas, podendo apresentar morfologia muito distinta da morfologia das fêmeas. Em espécies de vida livre, as antênulas dos machos são mais alongadas para segurar a fêmea durante a cópula. Nas fêmeas, os ovidutos formam um par de receptáculos seminais para armazenar os espermatóforos.

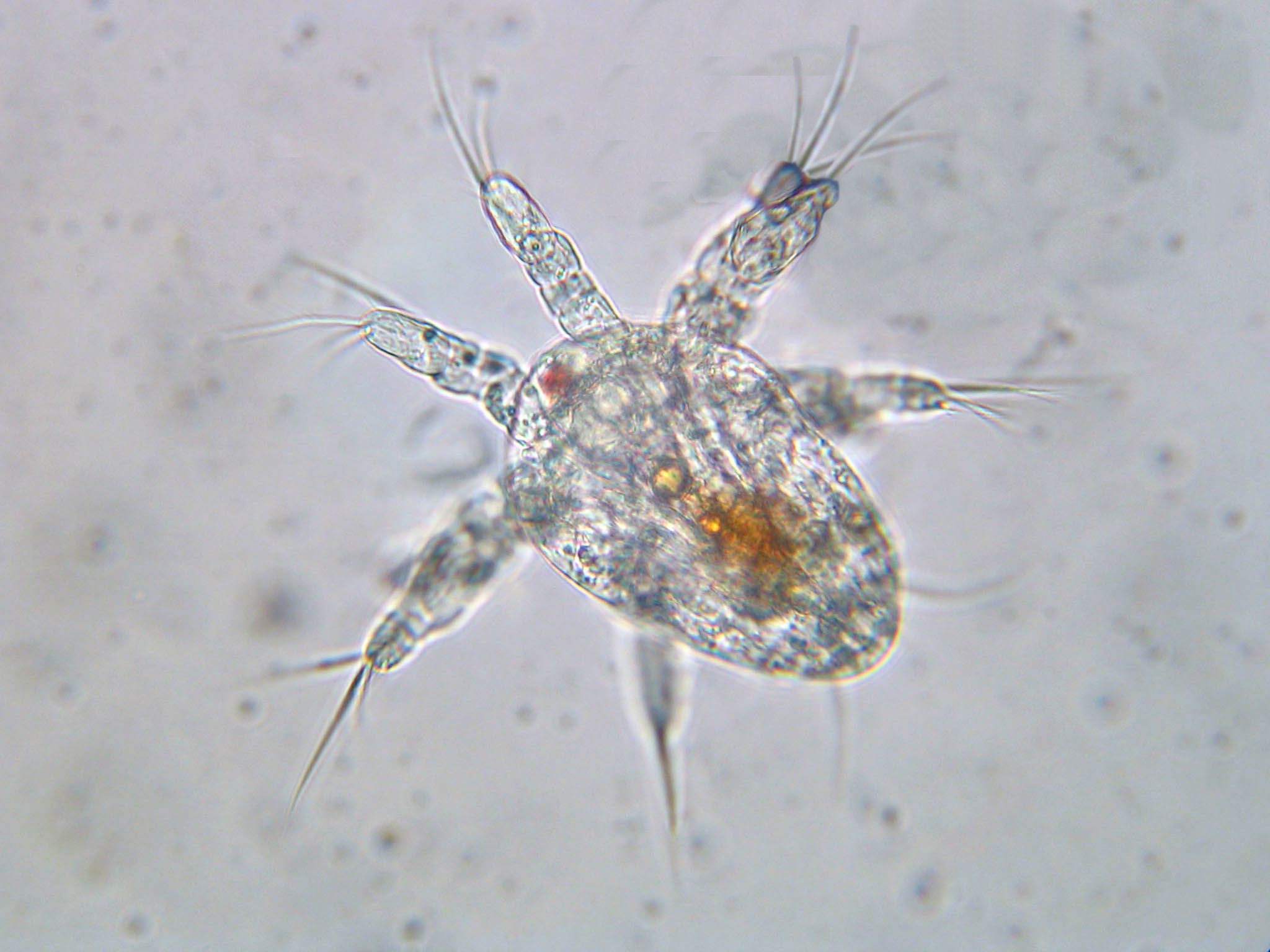
Estágio de larva náuplio

Os ovos podem ser liberados individualmente na água ou ser depositados em um ou dois ovissacos pelas fêmeas, secretado pelo epitélio do oviduto. Os ovos podem variar em quantidade, podendo ser produzidos de poucos até mais de 50 ovos, sendo posteriormente incubados no ovissaco até que ocorra a eclosão das larvas náuplios. Essa variação do número de ovos se dá por alternância entre a condição ovígera e não-ovígera, sendo sempre necessário o acasalamento para cada desova.
Muitos representantes de copépodes podem produzir ovos de resistência de casca grossa sob condições ambientais desfavoráveis, quando há secreção de um revestimento orgânico e entrada em um estágio de diapausa, permanecendo inativos até que as condições ambientais voltem a ser favoráveis. Esses cistos são importantes também para a dispersão das espécies de copépodes, uma vez que podem ser levados de um lugar para outro junto com a lama aderida nos pés de outros animais.

#### Desenvolvimento e Ciclo de vida
Entre os crustáceos, os copépodes têm sido citados como exibindo o exemplo mais completo de metamorfose. O desenvolvimento é anamórfico, que se refere a uma adição sucessiva de somitos e apêndices em cada muda. O desenvolvimento se dá de forma que o organismo deve passar por seis estágios de náuplio e cinco de copepoditos até que se atinja o estágio adulto quando cessam-se as mudas. A segmentação e os apêndices não estão totalmente presentes nos primeiros estágios, sendo que acabam aparecendo com as mudas sucessivas. O desenvolvimento pode levar de uma semana a um ano para se completar, variando com as condições ecológicas (bióticas e abióticas).
A larva naupliar não tem abertura oral, vive de suas reservas vitelinas e mal se move. Possui três pares de anexos: antênulas e antenas, que são natatórias, e mandíbulas. Seu corpo não é segmentado e tem duas cerdas posteriores, rudimentos da furca.

### Thecostraca
A subclasse Thecostraca é a que apresenta o maior número de subclasses dentre os Maxillopodas. Estão presentes nesse grupo as infraclasses Cirripedia, Ascothoracida e Facetotectas. O grupo com maior importância ecológica é o dos Cirripedia pois abriga organismos como as cracas, lepas e parasitas de outros crustáceos.
A definição do grupo se dá por diversas sinapomorfias compartilhadas pelos organismos integrantes. Dentre elas estão a ultraestrutura da cutícula, que inclui a estrutura cefálica chamada de órgão em treliça, apresentando uma função quimiorreceptora. Outras características que sustentam o grupo são as larvas cipris (zoé) como forma de fixação no substrato, presença de um par de antenas na larva (antena 1) e uma forma adulta altamente modificada para uma vida séssil ou parasita.

#### Infraclasse Ascothoracida
Agrupa cerca de 125 espécies com hábitos parasitas, principalmente de antozoários e equinodermos. Apresentam diversas modificações como uma carapaça bivalve e um conjunto completo de segmentos torácicos e abdominais, além de peças bucais que permitem perfurar e sugar os fluidos corpóreos de seus hospedeiros. Suas características podem sugerir que os Ascothoracida representam o grupo mais primitivo dentre os tecóstracos ainda vivos.

#### Infraclasse Cirripedia
Inclui aproximadamente 1.285 espécies já descritas, das quais predominam as cracas e as lepas de vida livre, e também inclui formas parasitárias. Essa infraclasse é dividida em dois grupos principais: Thoracica, dividida em Lepadomorpha (lepas) e Balanomorpha (cracas), e Rhizocephala (parasitas).

##### Morfologia
As principais características que permitem determinar os Cirripedia são modificações corporais adequadas a uma vida séssil ou parasitária, como tórax com seis segmentos e com pares de apêndices birremes, ausência de apêndices no abdômen, ausência de télson porém com presença de ramos caudais, larva náuplio e larva cipris "bivalve", apêndices orais semelhantes a maxilípedes, presença de cirros para alimentação, no adulto a carapaça é bivalve ou forma um manto de consistência carnosa e os olhos compostos são perdidos. Os gonóporos femininos se encontram próximos das bases do primeiro par de apêndices torácicos e o gonóporo masculino está localizado em uma posição mediana do último segmento torácico ou no primeiro abdominal.
A cracas e lepas são facilmente identificados pela presença de placas calcárias que recobrem o corpo do animal, produzindo uma estrutura rígida e eficiente na proteção do corpo contra ressecamento, choques mecânicos e os movimentos das marés. A produção dessa estrutura é dada pelo manto membranoso e saculiforme (estrutura distinta da apresentada em Mollusca). Devido ao hábito séssil, esses indivíduos apresentam uma locomoção restrita aos estágios larvais, em que ocorre a procura de um substrato adequado à fixação (rochas, conchas, animais nectônicos ou objetos). As lepas podem ser identificadas pela presença de uma estrutura com formato peduncular, que permite a fixação no substrato por um disco basal.

##### Alimentação
A alimentação dos Cirripedia se dá pela atividade dos cirros, que promovem um mecanismo de captura de partículas em suspensão. A maioria desses organismos captura principalmente plâncton e pequenos animais do zooplâncton (copépodes e larvas de diversos grupos de animais). A resposta de captura é iniciada com a estimulação mecânica ou por substâncias químicas, como aminoácidos. Alguns cirripedes com maior tamanho são capazes de capturar grandes organismos do zooplâncton, devido a um sistema de cirros com alta eficiência. Nos adultos, as mandíbulas e maxilas se encontram muito desenvolvidas e são utilizadas para triturar e macerar o alimento capturado.

##### Reprodução
Os cirripedes são, em geral, hermafroditas e, portanto, apresentam no mesmo indivíduo os comportamentos masculinos e femininos. Para que não haja autofecundação, os sistemas reprodutivos femininos e masculinos apresentam tampo de maturação diferentes, alternando temporalmente entre os dois sexos durante o período reprodutivo ou apresentando a maturação do sistema masculino na fase jovem e do feminino na fase adulta.
Devido a vida séssil destes organismos, a reprodução ocorre entre indivíduos vizinhos e é facilitada devido ao hábito gregário apresentado pela maioria dos cirripedes. Para permitir o contato entre os gametas e realizar a fecundação, um órgão reprodutor longo e extensível foi desenvolvido por este grupo. O "pênis" tem um sistema próprio de controle da localização e de penetração, pois, ao ser estendido e no período de busca por um parceiro, está vulnerável e sujeito aos perigos do meio. Quando o parceiro desejado é encontrado, o esperma é depositado em forma de uma massa gelatinosa na cavidade do mando do outro indivíduo. Depois de um breve período de fecundação, ocorre a oviposição.

##### Desenvolvimento
Após a oviposição e o período de incubação, as larvas saem dos ovos. No grupo dos cirripedes as larvas iniciais são chamadas de náuplio e passam por 6 estágios diferentes de crescimento até a muda que gera o estágio de cipris. Ambos os estágios larvais apresentam locomoção e se alimentam na coluna d'agua. Na fase de larva cipris ocorre a procura por um substrato adequado para a fixação e, a partir do momento em que é encontrado, uma nova fase se inicia: a mudança das estruturas da larva para iniciar sua vida séssil. Na metamorfose para um estágio fixo, pedunculado ou não, pode envolver novas mudas para adequar o corpo do organismo ao novo hábito de vida.

##### Hábito de vida
A maioria dos organismos desse grupo apresenta hábito séssil, com fixação em substrato consolidado e alimentação suspensívora, porém também são encontradas outras formas de vida mais especializadas, com indivíduos no nêuston, com hábito críptico ou de enterramento, epizoicos (vivendo sobre o corpo de outro animal) e até parasíticos. Um exemplo muito conhecido de hábito epizoico é a presença de cracas aderidas à baleias, como no caso da baleia jubarte.
A infraclasse Rhizocephala é composta inteiramente por indivíduos altamente especializados para a vida como endoparasitas, apenas os estágios larvais demonstram uma relação com outros organismos da infraclasse Cirripedia. Os hospedeiros são, em maioria, outros crustáceos, como caranguejos, siris e paguros. Quando parasitados há um grande prejuízo para o hospedeiro, pois o crescimento do parasita pode levar até dois anos para ser concluído. Durante esse período, o parasita ramifica seu corpo pelo interior do hospedeiro, afetando seu sistema reprodutivo, causando infertilidade.

#### Infraclasse Facetotecta
Agrupa meia dúzia de larvas náuplios e cipris marinhas de tamanho reduzido. Identificado e descrito em 1899, porém ainda não há registros de indivíduos em estágio adulto, é conhecida como "larva y". Apresentam antênulas prenseis e labro recurvado semelhante ao da larva cipris y, podendo sugerir um hábito parasita das formas adultas.

## Ecologia

### Copepoda
Por serem em sua maioria marinhos e de água doce, os copépodes compõem grande parte das amostras de plâncton, sendo um dos três táxons que dominam o zooplâncton na água doce. Por fazerem parte do plâncton, a grande maioria apresenta cor pálida ou são transparentes, mas também podem apresentar coloração vermelha, laranja, roxa, azul e preta por causa de seus próprios pigmentos, de pigmentos ingeridos com alimentos e/ou por causa de reservas acumuladas em diferentes estações ou durante diferentes fases da vida, e algumas espécies também podem ser bioluminescentes.
São muito abundantes e fornecem ligações funcionalmente importantes na cadeia alimentar aquática, alimentando-se das células microscópicas de algas do fitoplâncton e, por sua vez, sendo ingeridos por peixes juvenis e outras planícies, incluindo algumas baleias. Em água doce, os copépodes têm o potencial de agir como um mecanismo de controle biológico da malária pelo consumo de larvas de mosquito. No entanto, eles também servem como hospedeiros intermediários de muitos parasitas de animais e até mesmo parasitas de humanos, incluindo a tênia e o verme da Guiné.
Das 10 ordens presentes no grupo dos Maxillopodas, 5 são formas comensais ou parasitas, sendo que as formas parasitas podem ser ectoparasitas de peixes, se fixando nos filamentos branquiais, nadadeiras ou no tegumento, e as formas endoparasitas e comensais podem se instalar no intestino de equinodermos, tunicados, bivalves e cnidários. Essas espécies de Copépodes ectoparasitas apresentam modificações em seus apêndices que servem de órgãos de fixação e apresentam peças bucais especializadas para realizar perfuração e sucção. Normalmente, as espécies parasitas apresentam apenas a forma adulta parasita, sendo que a forma larval apresenta vida livre. Uma espécie de Copépode parasita importante é Salmincola salmonela, que parasita as brânquias do salmão do Atlântico, Salmo salar.

#### Indicadores biológicos
A relação calanóide/ciclopóide-cladocerana é usada em estudos limnológicos como indicador de qualidade da água. Altos valores indicam condições oligotróficas; valores baixos indicam hipertrofia. No que diz respeito às únicas assembleias de copépodes, os calanóides dominam com frequência em sistemas oligo-mesotróficos, enquanto tendem a ser progressivamente substituídos por ciclopóides quando o nível de eutrofização está aumentando. Copépodes são bons indicadores biológicos para certos ecossistemas, porque as espécies são stenihalinas ou estenérmicas. A presença ou ausência de uma espécie permite deduções sobre as características físico-químicas do meio ambiente. Como exemplo, no sudeste brasileiro, o diaptomo Angyrodiaptomus furcattus é encontrado em águas transparentes não poluídas em condições oligotróficas a mesotróficas e é gradualmente substituído por Notodiaptomus iheringi em condições poluídas, turvas ou eutróficas.
Além disso, o longo tempo de vida dos copépodes torna-os bons registradores das condições médias de vida.

#### Uso de copépodes no controle biológico
Experimentos também mostraram que os ciclopóides carnívoros do gênero Mesocyclops podem ser usados como agentes de controle biológico na erradicação de larvas de mosquito (Aedes spp.), que causam dengue e filariose bancroftiana, particularmente na Polinésia Francesa. Durante os últimos anos, os programas de controle e erradicação de Aedes aegypti usando ciclopóides predadores têm sido aplicados em diversos países do sudeste da Ásia e da América do Sul.

#### Copépodes e água potável
A ingestão de copépodes (geralmente ciclopóides) com água potável geralmente não é perigosa para o homem, exceto em áreas tropicais onde a dracunculose ocorre. Durante o tratamento de águas naturais por filtração lenta, é possível que os harpacticóides se desenvolvam na areia dos filtros.

### Cirripedia

#### Distribuição
As cracas incrustantes pertencem a este grupo e a tendência de incrustação de estruturas varia muito de espécie para espécie, dependendo do habitat natural que uma determinada espécie ocupa e de seu ciclo de vida. Assim, os crustáceos típicos dominam frequentemente superfícies duras e naturais, como a rocha intertidal, e pedras e conchas sublitorais, uma vez que as suas larvas são abundantes em muitas águas costeiras em todo o mundo. A maioria das estruturas fixas (plataformas, oleodutos, estacas, boias) estão situadas em águas costeiras rasas e, portanto, os crustáceos balanomorfos são os animais mais comumente encontrados em tais objetos. Por outro lado, os gêneros bentônicos de águas profundas, como Scalpellum e Megalasma, são raramente encontrados em incrustações, exceto em cabos transoceânicos colocados no fundo do mar. Os lepadomorfos são cracas encontradas principalmente incrustadas em baleias e peixes.

#### Incrustação
Existem famílias de cirripedes que precisam necessariamente estar associados a um substrato vivo para sobreviver, como é o caso das famílias Heteralepadidae, Oxynaspidae, Poecilasmatidae, Coronulidae e Pyrgomatidae. Além de espécies que se associam a substratos inanimados como costões rochosos e navios por exemplo, existem ainda espécies que se associam a substratos animados, podendo ser encontrados fixos em espinhas de equinóides de águas profundas, as carapaças e câmaras branquiais de caranguejos e lagostas, serpentes marinhas, tartarugas de couro, conchas, baleias jubarte, baleias francas austrais, baleias cinzas, leopardos marinhos, focas e pinguins, por exemplo.

#### Indicadores biológicos
Além dessas interações com outros organismos, as cracas são importantes pois podem ser usadas como indicadores biológico de metais pesados no ambiente, já que possuem a capacidade de acumular esses metais em seu organismo, fornecendo valores integrados de níveis de metal biologicamente disponíveis em concentrações que são fáceis de serem analisadas.

## Importância econômica

### Copepoda
Algumas espécies de copépodes podem ser muito importantes no cultivo de peixes, como os cladóceros, por serem um excelente alimento para os peixes zooplanctívos. Seu valor nutricional é grande, eles são particularmente ricos em ácidos graxos essenciais altamente insaturados, em fosfolipídios e antioxidantes naturais. Isso os torna interessantes para a produção em massa de peixes. Eles são coletados diretamente da natureza ou cultivados. Apesar do custo, eles são facilmente cultivados em aquicultura marinha e são oferecidos como alimento vivo para larvas de peixes.

### Cirripedia
Relatos de incrustações em navios, superfícies de teste e estruturas fixas, mostra que os crustáceos representam 50% dos organismos incrustantes mais frequentemente relatados. Uma análise mais recente de mais de 600 navios pintados pela International Paint, mostra que os crustáceos foram responsáveis por 86% de todos os casos em que ocorreu algum tipo de incrustação de animais.
No atual mundo dos altos preços do petróleo, a conseqüência econômica mais significativa da incrustação de cracas é o custo do óleo combustível para a propulsão de navios, uma vez que a incrustação da craca causa um aumento significativo na aspereza do casco submarino do navio, aumentando o preço do combustível em até 40%. Além disso, também deve ser considerado por exemplo, os custos associados com a limpeza subaquática dos navios e custos para manutenção do dique seco do navio, a fim de remover incrustações.
Outra área em que a incrustação de cracas pode impor penalidades financeiras pesadas é na incrustação de estruturas fixas colocadas no mar, tais como plataformas de petróleo, boias de navegação, oleodutos e instrumentos de gravação submarinos. As conseqüências do crescimento de incrustações em tais estruturas está associada com a sobrecarga estrutural, o impedimento à inspeção por mergulhadores e os custos associados à manutenção da operação eficiente de boias de navegação e instrumentos de registro.
Às cracas podem se instalar em bueiros e tubulações que transportam água do mar, já que nesses locais há constante fornecimento de alimento, tornando-se locais ideais para o seu crescimento. A instalação desses organismos nesses locais pode levar a vários problemas como a redução do fluxo de água causada pela redução das áreas de secção transversal, a maior resistência ao fluxo de água causada pela turbulência e o custo associado à quebra e ao fechamento para limpeza e manutenção necessárias.
Os sistemas de resfriamento de água do mar em navios também podem ser gravemente acometido por esses organismos incrustantes sendo necessária a limpeza do sistema para que não ocorram danos ao navio.
Uma outra preocupação em relação a incrustação de cracas é em relação ao processo de corrosão. O microambiente sob um organismo fixo, pode fornecer condições ideais para o rápido crescimento de bactérias redutoras de sulfato e, assim, contribuir para a corrosão do substrato.